# Lieferantenkredit
Lieferantenkredit (auch Warenkredit oder Handelskredit) ist ein Kredit, den ein Lieferant (Kreditor) seinen Kunden (Debitoren) durch Gewährung eines Zahlungsziels für die Begleichung seiner Rechnung einräumt. Dieser Kredit stellt eine Form der Absatzfinanzierung des Warenumschlags dar. Für die vorfristige Zahlung innerhalb einer Skontofrist wird als Preisnachlass ein Skonto gewährt. Gegensatz ist der Kundenkredit.

## Allgemeines
Nach § 433 Abs. 2 BGB ist der Käufer beim Kaufvertrag verpflichtet, den Kaufpreis Zug um Zug mit Erhalt der Kaufsache zu entrichten. Wird der Käufer jedoch durch den Lieferanten von seiner sofortigen Zahlungspflicht befreit, liegt ein Lieferantenkredit vor. Er entsteht, wenn ein Abnehmer bei Warenübergabe keine sofortige Barzahlung erbringen muss, sondern vom Lieferanten eine Zahlungsfrist eingeräumt bekommt. Es handelt sich um einen Kredit in Güterform, weil der Lieferant dem Abnehmer Zahlungsaufschub für gelieferte Waren oder erbrachte Dienstleistungen gewährt. Dieser Zahlungsaufschub stellt rechtlich ein Darlehen des Lieferanten an den Abnehmer dar (§ 488 BGB). Die Fachliteratur ist sich mehrheitlich einig, dass als Lieferantenkredite nur solche Kredite anzusehen sind, die in unmittelbarem Zusammenhang zum Güterabsatz stehen und in einer Stundung der Gegenleistung für die erbrachte Lieferung oder Leistung bestehen. Der Lieferantenkredit stellt eine unselbständige Nebenleistung zur Lieferung – der Hauptleistung – dar.
Lieferantenkredite können inländischen oder ausländischen Kunden eingeräumt werden. Der Lieferantenkredit (engl. supplier credit) wird zum Exportkredit, wenn der Lieferant mit dem Importeur eine Zahlungsfrist vereinbart hat; Akkreditiv oder Dokumenteninkasso sind hingegen kein Lieferantenkredit.

## Bilanzierung
Er wird in der Bilanz des Lieferanten als „Forderungen aus Lieferungen und Leistungen“ aktiviert (§ 266 Abs. 2 B II 1 HGB) und ist im Regelfall mit dem Nennwert zu bewerten (§ 253 Abs. 1 HGB). Da das Zahlungsziel in der Regel zwischen 30 und 60 Tagen (seltener 90 Tage) liegt, erscheinen nur die Lieferforderungen in der Bilanz, die am Bilanzstichtag bestanden haben. Der Lieferant trägt mithin ein Kreditrisiko (Delkredererisiko), das er üblicherweise durch Eigentumsvorbehalt, oder eine Delkredereversicherung absichern kann. Mit einem Lieferantenkredit an ausländische Abnehmer ist neben dem Delkredererisiko unter Umständen noch ein Länderrisiko verbunden, das der Lieferant durch eine Exportkreditversicherung absichern kann. Bei schwacher Bonität des Debitors und fehlender Absicherung entstehen beim Lieferanten zweifelhafte Forderungen, bei Uneinbringlichkeit – etwa wegen Insolvenz des Debitors – treten Forderungsverluste ein. Korrespondierend passiviert der Abnehmer den Lieferantenkredit in seiner Bilanz als Lieferverbindlichkeiten.

## Kennzahlen
Betriebswirtschaftliche Kennzahlen befassen sich mit der Umschlagshäufigkeit der Lieferforderungen, um dem Lieferanten oder Analysten Auskunft über die Liquidität und das Risiko der Debitoren zu geben.
Die Forderungsbindung gibt Auskunft über den Anteil der Lieferforderungen an den gesamten Umsatzerlösen des Lieferanten:
{\displaystyle {\text{Forderungsbindung}}={\frac {\text{Forderungen aus Lieferungen und Leistungen}}{\text{Umsatzerlöse}}}}
Je höher dieser Anteil ist, umso höher ist das Delkredererisiko eines Lieferanten und umso geringer ist der Anteil barzahlender Abnehmer und umgekehrt. Zum Analysezeitpunkt sind für diesen Anteil keine Forderungseingänge zu verzeichnen. Mit einem hohen Anteil ist eine geringere Mobilität der Lieferforderungen verbunden, woraus eine geringere Liquidität resultiert. Eine niedrige Forderungsbindung ist deshalb als gut einzustufen.
Das Debitorenziel (oder Debitorenlaufzeit) ist eine Kennzahl für die Umschlagsgeschwindigkeit der Debitorenforderungen:
{\displaystyle {\text{Debitorenziel}}={\frac {{\text{Forderungen aus Lieferungen und Leistungen}}\cdot {\text{360}}}{\text{Umsatzerlöse}}}}
Diese Kennzahl drückt aus, wie schnell Kundenforderungen bezahlt werden. Kurze Debitorenziele tragen zur Verbesserung der Liquidität des Lieferanten bei und sind daher anzustreben. Lange Forderungslaufzeiten können zurückzuführen sein auf lange Zahlungsziele, niedrige Skontosätze und schlechtes Debitorenmanagement des Lieferanten sowie mangelnde Bonität und schlechte Zahlungsmoral der Kunden. Wegen des hohen Barzahlungsanteils hat der Einzelhandel mit durchschnittlich 10 Tagen die kürzeste Umschlagszeit, gefolgt von Großhandel und Handwerk mit je 40 Tagen und der Industrie mit 45 Tagen.

## Bedeutung
Lieferanten- und Kundenkredite sind in Deutschland neben Konzernverbindlichkeiten die wichtigste Quelle der Fremdfinanzierung von Nichtbanken. Bezogen auf die kurzfristigen Fremdmittel nehmen sie sogar die Spitzenposition in der Finanzierungshierarchie ein. Handelskredite sind der Deutschen Bundesbank zufolge mit 345,2 Milliarden € im Durchschnitt der Jahre 2002 bis 2009 neben den konzerninternen Krediten (399,4 Milliarden €) die zweitwichtigste – und in kurzfristiger Hinsicht sogar die wichtigste – Fremdfinanzierungsquelle der Nichtbanken in Deutschland. Gemessen an der Bilanzsumme erreichen sie eine Quote von 15,8 %. Dadurch fällt die kurz- und langfristige Verschuldung bei Banken um 1 Prozentpunkt niedriger aus. Den größten Anteil besitzen nach Wirtschaftszweig die Lieferforderungen in Großhandel und Handelsvermittlung mit 25,4 % der Bilanzsumme, gefolgt von unternehmensnahen Dienstleistungen (18,3 %) und dem Baugewerbe (16,7 %). Bei der Betriebsgröße führen kleine und mittlere Unternehmen mit 18,1 %, gefolgt von sehr kleinen Unternehmen mit 16,9 %. Durch die starke Exportorientierung kann der höhere Bestand an Lieferforderungen gegenüber den Lieferverbindlichkeiten mit längeren Zahlungszielen bei Exporten begründet werden. Teilweise kommt hierin nach Auffassung der Bundesbank auch eine schlechtere Zahlungsmoral ausländischer Kunden zum Ausdruck.

## Zweck und Nutzen
Der Lieferantenkredit dient nicht direkt dem unternehmerischen Sachziel der Produktion und dem Verkauf von Produkten und Dienstleistungen, sondern stellt ein Instrument der Absatzförderung dar. Zudem dient er der Preispolitik, weil er Preisdifferenzierung ermöglicht und saisonale Nachfrageschwankungen ausgleichen kann. Das Element der Absatzförderung kommt auch darin zum Ausdruck, dass der Lieferantenkredit den Zugang zu jenen Käuferschichten ermöglicht, die ohne diesen Kredit nicht als Käufer in Frage kämen. Er stellt für den Abnehmer eine Alternative zu anderen Finanzierungsformen dar und führt zu einer stärkeren Beziehung und Bindung zwischen Lieferant und Abnehmer.
Der Lieferantenkredit ist im Vergleich zum Bankkredit teuer. Kann ein Abnehmer bar bezahlen oder Skonto in Anspruch nehmen, sollte er diese Form dem Lieferantenkredit vorziehen. Das ist auch bei einem Bankkredit durch die Hausbank des Abnehmers möglich. Der Lieferantenkredit erspart dem Abnehmer die Inanspruchnahme anderer Finanzierungsquellen und entlastet seine kurzfristige Finanzplanung, ist allerdings nach Ablauf der Skontofrist meistens mit einem höheren, nicht um das Skonto gekürzten Kaufpreis verbunden. Derjenige Käufer, der auf die Nutzung des Zahlungszieles verzichtet und innerhalb einer festgelegten kürzeren Frist den Rechnungsbetrag ausgleicht, erhält hingegen in der Regel einen Preisabschlag in Höhe des vereinbarten Skontos.
Der Lieferant kann seine Lieferforderungen etwa im Wege der Sicherungsabtretung oder des Factoring an Kreditinstitute oder Factorgesellschaften übertragen und dadurch fehlende Liquidität generieren.
Im Fall der späteren Insolvenz des Käufers besteht für den Verkäufer als Gläubiger das Risiko der Insolvenzanfechtung. Besonders problematisch ist die Gewährung von Lieferantenkrediten durch verbundene Unternehmen (z. B. Schwestergesellschaften).

## International
In anderen Staaten ist die Handelskreditquote (Handelskredite in % der Bilanzsumme) wesentlich höher als in Deutschland. Während sie hierzulande um 6 % schwankt, lag sie 2010 in Italien bei 22 %, in Frankreich bei 18 % und Spanien bei knapp 16 %. Die deutlich höheren Quoten sind überwiegend auf erheblichen Zahlungsverzug zurückzuführen, da sich der Handelskreditbestand bei schleppender Zahlungsweise längere Zeit in den Bilanzen hält. Dabei ist bemerkenswert, dass sich die Handelskreditquote in diesen Ländern nach der Finanzkrise ab 2007 mit einem Rückgang um etwa 5 Prozentpunkte wesentlich stärker ausgewirkt hat als bei deutschen Unternehmen.

## Ermittlung des effektiven Zinssatzes
Die Formel zur exakten Berechnung des effektiven Zinssatzes lautet
{\displaystyle {\text{Effektiver Zinssatz}}={\frac {\text{Skontosatz}}{100\,\%-{\text{Skontosatz}}}}\cdot {\frac {360\,{\text{Tage}}}{{\text{Zahlungsziel}}-{\text{Skontofrist}}}}}.
Für kleine Skontosätze {\displaystyle s>0} gilt die Näherung  {\textstyle {\frac {s}{1-s}}\approx s}. Damit erhält man für den effektiven Zinssatz die Näherungsformel
{\displaystyle {\text{Effektiver Zinssatz}}\approx {\frac {{\text{Skontosatz}}\cdot 360}{{\text{Zahlungsziel}}-{\text{Skontofrist}}}}}.
Beispiel:
- Skontosatz: 3 %
- Zahlungsziel: 30 Tage
- Skontofrist: 10 Tage

{\displaystyle {\text{Effektiver Zinssatz}}\approx {\frac {3\,\%\cdot 360\,{\text{Tage}}}{30\,{\text{Tage}}-10\,{\text{Tage}}}}=54\,\%}
{\displaystyle {\text{Effektiver Zinssatz}}={\frac {3\,\%}{100\,\%-3\,\%}}\cdot {\frac {360\,{\text{Tage}}}{30\,{\text{Tage}}-10\,{\text{Tage}}}}=55{,}67\,\%}
Der effektive Zinssatz des Lieferantenkredits ist also sehr hoch. Dabei ist jedoch zu beachten, dass sich dieser Zinssatz nur auf die Skontobezugsspanne (= Zahlungsziel - Skontofrist) bezieht. Der Zinssatz für die gesamte Kreditfrist (= Zahlungsziel) ist wesentlich niedriger, weil der Lieferantenkredit innerhalb der Skontofrist unentgeltlich zur Verfügung steht. Setzt man in die obige Formel anstelle der Skontobezugsspanne von 20 Tagen das Zahlungsziel von 30 Tagen ein, so beträgt der effektive Zinssatz nur 37,11 Prozent pro Jahr.
Viele Lieferanten gewähren ihren Kunden auch Valutafristen von bis zu sechs Monaten, in denen der Kredit ebenfalls unentgeltlich ist. Nimmt man im vorliegenden Beispiel eine Valutafrist von 60 Tagen an, steigt die gesamte Kreditfrist auf 90 Tage (= Zahlungsziel + Valutafrist). Setzt man diese Frist in die obige Formel ein, beträgt der effektive Zinssatz des Lieferantenkredits nur noch 12,37 %/Jahr.
Wenn der Kunde das vereinbarte Zahlungsziel überschreitet, befindet er sich im Zahlungsverzug. Aufgrund der Verzugsfrist sinkt der effektive Zinssatz des Kredits weiter, falls der Lieferant keine Verzugszinsen berechnet oder durchsetzen kann.
Kunden bekommen von ihren Lieferanten in den Zahlungsbedingungen häufig ein Zahlungsziel von beispielsweise 30 Tagen für ihre Rechnungen eingeräumt. Innerhalb dieser Zahlungsfrist gibt es eine weitere Frist von beispielsweise 10 Tagen, in der dem Kunden ein Abzug von Skonto ermöglicht wird. Überzieht der Kunde diese Frist, ist der Lieferantenkredit in der Regel sehr teuer. Aus Gründen der Wirtschaftlichkeit ist es häufig sinnvoller, einen Kontokorrentkredit aufzunehmen und die Rechnung am Ende der Skontofrist zu bezahlen.

## Zinsberechnung
Die Zinsen für die Inanspruchnahme des Zahlungszieles werden üblicherweise als Abschlag vom Umsatz zu Zielpreisen berechnet, wobei der Abschlagsatz dem Skontosatz entspricht.
Beispiel:
- Beschaffungsmenge = 500 Stück/Auftrag
- Zielpreis = 100 Euro/Stück
- Skontosatz = 3 %

Zinsen = Beschaffungsmenge × Zielpreis × Abschlagsatz = 500 Stück/Auftrag × 100 €/Stück × 0,03 = 1500 €/Auftrag
Die Zinsen können auch als Aufschlag auf den Umsatz zu Barpreisen berechnet werden:
Zinsen = Beschaffungsmenge × Barpreis × Aufschlagsatz = 500 Stück/Auftrag × 97 €/Stück × 3,093 % = 1500 €/Auftrag
Zwischen Abschlag- und Aufschlagsatz besteht folgende Beziehung:
Aufschlagsatz = (Abschlagsatz × 100):(100 - Abschlagsatz) = (3 % × 100):(100 - 3 %) = 3,093 %
Abschlagsatz = (Aufschlagsatz × 100):(100 + Aufschlagsatz) = (3,093 % × 100):(100 + 3,093 %) = 3 %